# جزيرة الشباب للورا فان
جزيرة الشباب هو كتاب قصص قصيرة لعام 2013 للمؤلفة الأمريكية لورا فان دن بيرغ. يتم سرد هذه القصص القصيرة من منظور الشابات وتدور حول مواضيع السرية والخداع واكتشاف الذات.
تلقت مجموعة القصص القصيرة العديد من الجوائز والأوسمة، بما في ذلك تسمية أفضل كتاب الإذاعة الوطنية العامة لعام 2013، وكذلك جعلها في القائمة المختصرة لجائزة Frank O'Conner International Short Story Award لعام 2013.
| الكاتبة لورا فان دن بيرغ مصمم الغلاف اّبي كاجان الدولة الولايات المتحدة الأمريكية اللغة الإنجليزية النوع قصص قصيرة الناشر Farrar, Straus and Giroux تاريخ النشر 5 نوفمبر 2013 الصفحات 242 |

## الحبكة

### "I Looked For You, I Called Your Name" «بحثت عنك، ناديتك بإسمك»
تذهب امرأة لشهر العسل لكنها تواجه سلسلة من الكوارث في الرحلة، منها تحطم الطائرة وكسر الأنف وحريق في الفندق. سرعان ما أدركت أن هذه الأحداث تعكس النهاية التي تلوح في الأفق لزواجها.

### "Opa-Locka" «أوبا - لوكا»
تدير امرأة وأختها نشاطهما الخاص في التحقيقات، ويتم توظيفهما للتحقيق مع رجل تشك زوجته في أنه على علاقة غرامية. ومع ذلك، يختفي الرجل أثناء مراقبتهم له، وهم عالقون في التحقيق الذي تبع ذلك. وأثناء ذلك يكتشفون أيضًا عن ماضي والدهم الإجرامي الغامض.

### "Lessons"«دروس»
تغادر شابة تدعى دانا، واثنان من أبناء عمها، وشقيقها البالغ من العمر ثلاثة عشر عامًا مزرعة عائلتهم ويتنقلان في الريف، ويرتكبون عمليات السطو والسرقة المصرفية. في أحد الأيام، حدث خطأ في سرقة بنك، ويرى الشهود وجه شقيق دانا، مما يجبر دانا على الاختيار بين حماية شقيقها أو البقاء مخلصًة لأبناء عمومتها.

### "Acrobat"«البهلوان»
امرأة وزوجها في عطلة في باريس، يقرر الزوج إنهاء الزواج والعودة إلى المنزل بمفرده. ولمواجهة زواجها الفاشل، تتبع المرأة مجموعة للبهلوانيين في باريس وتنظم اليهم.

### "Antarctica"«القارة القطبية الجنوبية»
تسافر ربة منزل إلى القارة القطبية الجنوبية بعد معرفة أن شقيقها قد مات في انفجار في محطة بحث هناك. وأثناء محاولتها معرفة كيف مات، كانت تفكر في الأسرار التي احتفظت بها عنه والتي ربما أدت إلى وفاته.

### "The Greatest Escape"«الهروب العظيم»
تعمل فتاة مراهقة كمساعدة في عرض والدتها السحري، وتتحول إلى السرقة والخداع لكسب المال من تلقاء نفسها. سرعان ما أدركت حجم خداع والدتها لها عندما اكتشفت حقيقة والدها المفقود.

### "The Isle of Youth"«جزيرة الشباب»
تدور القصة حول امرأة تسافر إلى فلوريدا بناءً على طلب أختها التوأم المنفصلة. تطلب الأخت التوأم من الشخصية الرئيسية تبديل الأماكن لبضعة أيام، بينما تذهب الأخت في عطلة فخمة مع عشيقها المتزوج في جزيرة الشباب في كوبا. ومع ذلك، سرعان ما تكتشف المرأة خداع أختها التوأم، في محاولة لسرقة زوجها، والسبب الحقيقي من مبادلة حياتهما.

## الأفكار الرئيسية

### الخداع / السرية
أكثر المواضيع وضوحًا والموجودة في كل قصة هي الخداع والسرية. كتب أحد النقاد أن القصص تدور حول «الأسرار التي نحتفظ بها عن بعضنا البعض وعن أنفسنا». .في كل قصة، هذه الأسرار هي التي تدفع القصص، حيث يتسبب خداع كل امرأة في التأثير على كل قصة أو التأثير عليها.

### دور المراقب
تعتبر جميع الشخصيات الرئيسية مراقبون لأحداث كل قصة. وليس لديهم تأثير مباشر على ما يحدث. فهم على دراية تامة بالأحداث الجارية حولهم، ومع ذلك فهم غير قادرين على القيام بأي شيء حيال ذلك. وهذا واضح في كيفية مشاهدة كل امرأة لزواجها وهو ينهار في «بحثت عنك، ناديتك بإسمك»، «أوبا لوكا»، «البهلوان» و «جزيرة الشباب».

### اكتشاف الذات
تحتوي كل قصة على الشخصية الأنثوية الرئيسية التي تبحث عن بعض المعلومات عن الآخرين أو عن أنفسهم. وفي نهاية كل قصة تكتشف كل امرأة شيئًا وغالبا مايكون عن نفسها. كتب أحد النقاد اكتشاف الذات في نهاية كل قصة يسمح للقارئ أن يشعر بشعور الحرية.
يأتي اكتشاف الذات بأشكال مختلفة في كل قصة. ففي قصة "I Looked For You، I Called Your Name"، تدرك الشخصية الرئيسية المدى والأسباب الكامنة وراء زواجها الفاشل.وفي قصة «الدروس» تدرك الشخصية الرئيسية دورها في تدمير شقيقها الصغير. وفي "The Greatest Escape"، يحدث اكتشاف الذات للشخصية الرئيسية عندما تكتشف الحقيقة عن اختفاء والدها، مما يفتح عينيها على حقيقة العالم أيضًا.

## الأسلوب
تتم كتابة قصص فان دن بيرغ بنبرة باردة منفصلة. وقال أحد الناقدين إن الكتاب لديه شعور محدد «بالوحدة في مواجهة الأحداث الغريبة». ووصفت أخرى نثرها بأنها «واضحة وباردة». وبسبب هذا، قارن النقاد أسلوب فان دن بيرج بأسلوب المؤلفين المشهورين الآخرين، مثل
هاروكي موراكامي وريتشارد لانج. 

## الاستقبال
تلقى الكتاب إشادة واسعة النطاق من النقاد في منظمات مثل مراجعات كيركوس، اوقات نيويورك، بوسطن جلوب، فانيتي فير،
وول ستريت جورنال، وغيرها الكثير. وصف جون ويليامز، من صحيفة نيويورك تايمز، القصص بأنها «واثقة وجذابة.»
حصل الكتاب على بعض الاستقبال السلبي، حيث أشارت مراجعة واحدة من الإذاعة الوطنية العامة إلى أن المجموعة تحتوي على «واحد أو اثنين من الفاشلين» مع سرد القصص «هش». وعلى الرغم من ذلك، ذهب الناقد نفسه ليقول إن بقية القصص كانت «مليئة بالدقة والمفاجأة».
في عام 2013، تم تسمية الكتاب كأفضل كتاب الإذاعة الوطنية العامة لعام 2013. في عام 2014، تم إدراج القصة القصيرة النهائية لمجموعة «جزيرة الشباب» في القائمة المختصرة لجائزة فرانك أوكونر الدولية للقصة القصيرة 2013.